# Genoa 1893 1968-1969
Questa voce raccoglie le informazioni riguardanti il Genoa 1893 nelle competizioni ufficiali della stagione 1968-1969.

## Stagione
Nella stagione 1968-1969 il Genoa disputa il campionato cadetto, con 41 punti in classifica ottiene il sesto posto, il torneo è stato vinto dalla Lazio con 50 punti che ottiene la promozione in Serie A con il Brescia secondo a 48 punti, ed al Bari terzo con 47 punti. Retrocedono in Serie C la Spal con 31 punti, il Lecco con 30 punti ed il Padova con 29 punti.
Dopo la stentata salvezza, raggiunta agli spareggi nella stagione scorsa, il grifone disputa un campionato più stabile, caratterizzato da ventun pareggi su trentotto partite. Nel ruolo di allenatori si alternano in questa annata Aldo Campatelli e Maurizio Bruno, la squadra rossoblù ha dato l'impressione di essere mancata negli appuntamenti decisivi della stagione, stazionando nelle posizioni di rincalzo dai primi posti, senza inserirsi nella corsa alla promozione. Si sono messi in evidenza il centravanti Paolo Morelli che con 14 reti, di cui 13 in campionato ed uno in Coppa Italia, è stato il miglior marcatore stagionale e l'interno Riccardo Mascheroni autore di 11 reti. In Coppa Italia il Genoa è stato inserito nel terzo Gruppo, vinto dalla Juventus che passa ai Quarti, nell'esordio di Coppa a settembre i rossoblù perdono il derby con la Sampdoria (2-1).

## Divise
La maglia per le partite casalinghe presentava i colori rossoblu.

## Organigramma societario
Area direttiva
- Amministratore unico: Renzo Fossati

Area tecnica
- Allenatore: Aldo Campatelli[2], Maurizio Bruno[3]

## Rosa
| N. |                   | Ruolo | Calciatore      |
| -- | ----------------- | ----- | --------------- |
|    | Italia (bandiera) | P     | Nello Banfi     |
|    | Italia (bandiera) | P     | Leonardo Grosso |
|    | Italia (bandiera) | P     | William Negri   |
|    | Italia (bandiera) | P     | Ugo Rosin       |
|    | Italia (bandiera) | P     | Luciano Zamparo |
|    | Italia (bandiera) | D     | Renato Caocci   |
|    | Italia (bandiera) | D     | Renato Falcomer |
|    | Italia (bandiera) | D     | Franco Ferrari  |
|    | Italia (bandiera) | D     | Sergio Osterman |
|    | Italia (bandiera) | D     | Franco Rivara   |
|    | Italia (bandiera) | D     | Sergio Rossetti |
|    | Italia (bandiera) | D     | Maurizio Turone |

| N. |                   | Ruolo | Calciatore          |
| -- | ----------------- | ----- | ------------------- |
|    | Italia (bandiera) | C     | Giorgio Bittolo     |
|    | Italia (bandiera) | C     | Eugenio Brambilla   |
|    | Italia (bandiera) | C     | Roberto Derlin      |
|    | Italia (bandiera) | C     | Riccardo Mascheroni |
|    | Italia (bandiera) | C     | Claudio Maselli     |
|    | Italia (bandiera) | C     | Attilio Perotti     |
|    | Italia (bandiera) | C     | Angelo Quintavalle  |
|    | Italia (bandiera) | A     | Antonio Angelillo   |
|    | Italia (bandiera) | A     | Amedeo Balestrieri  |
|    | Italia (bandiera) | A     | Giordano Colausig   |
|    | Italia (bandiera) | A     | Paolo Morelli       |
|    | Italia (bandiera) | A     | Francesco Parisi    |

## Risultati

### Serie B

#### Girone di andata
| Arbitro: | Leita (Catania) |

|                            |           |  |
| Mascheroni 55’ Morelli 67’ | Marcatori |  |

| Arbitro: | Possagno (Treviso) |

|                                                      |           |               |
| Soldo 5’ Fortunato 14’ Falcomer 24’ (aut.) Dolso 90’ | Marcatori | 88’ Angelillo |

| Arbitro: | Gialluisi (Barletta) |

|             |           |  |
| Morelli 22’ | Marcatori |  |

| Modena 20 ottobre 1968 4ª giornata | Modena         | 0 – 0 | Genoa | Stadio Alberto Braglia\| Arbitro: \| Pieroni (Roma) \| |
| Arbitro:                           | Pieroni (Roma) |       |       |                                                        |

| Arbitro: | Serafino (Roma) |

|                         |           |               |
| Morelli 6’ Angelillo 7’ | Marcatori | 3’, 23’ Canzi |

| Arbitro: | Branzoni (Pavia) |

|  |           |               |
|  | Marcatori | 45’ Brambilla |

| Arbitro: | Giunti (Arezzo) |

|                                                |           |  |
| Mascheroni 31’ Strucchi 36’ (aut.) Morelli 53’ | Marcatori |  |

| Foggia 24 novembre 1968 8ª giornata | Foggia & Incedit    | 0 – 0 | Genoa | Stadio Pino Zaccheria\| Arbitro: \| Francescon (Padova) \| |
| Arbitro:                            | Francescon (Padova) |       |       |                                                            |

| Arbitro: | Motta (Monza) |

|               |           |             |
| Angelillo 32’ | Marcatori | 55’ Marinai |

| Arbitro: | Michelotti (Parma) |

|  |           |                  |
|  | Marcatori | 15’, 63’ Morelli |

| Arbitro: | Gussoni (Tradate) |

|  |           |                   |
|  | Marcatori | 76’ Dell'Omodarme |

| Arbitro: | Branzoni (Pavia) |

|                                |           |  |
| Tonani 24’ Osterman 56’ (aut.) | Marcatori |  |

| Reggio Calabria 29 dicembre 1968 13ª giornata | Reggina            | 0 – 0 | Genoa | Stadio Comunale\| Arbitro: \| Carminati (Milano) \| |
| Arbitro:                                      | Carminati (Milano) |       |       |                                                     |

| Arbitro: | D'Agostini (Roma) |

|                          |           |  |
| Mascheroni 7’ Derlin 49’ | Marcatori |  |

| Arbitro: | Possagno (Treviso) |

|                            |           |                         |
| Mascheroni 67’ (rig.), 87’ | Marcatori | 26’ Strada 46’ Burlando |

| Arbitro: | Motta (Monza) |

|            |           |  |
| Pienti 26’ | Marcatori |  |

| Genova 26 gennaio 1969 17ª giornata | Genoa            | 0 – 0 | Bari | Stadio Luigi Ferraris\| Arbitro: \| Torelli (Milano) \| |
| Arbitro:                            | Torelli (Milano) |       |      |                                                         |

| Arbitro: | Angonese (Mestre) |

|            |           |               |
| Nardoni 5’ | Marcatori | 3’ Mascheroni |

| Arbitro: | Gialluisi (Barletta) |

|             |           |  |
| Ferrari 82’ | Marcatori |  |

#### Girone di ritorno
| Arbitro: | Serafino (Roma) |

|           |           |               |
| Vigni 67’ | Marcatori | 49’ Angelillo |

| Arbitro: | Angonese (Mestre) |

|                                        |           |                     |
| Mascheroni 15’ Perotti 33’ Morelli 57’ | Marcatori | 28’ Ghio 88’ Cucchi |

| Arbitro: | Mascali (Desenzano del Garda) |

|            |           |              |
| Dugini 90’ | Marcatori | 49’ Osterman |

| Arbitro: | Branzoni (Pavia) |

|              |           |              |
| Veneranda 7’ | Marcatori | 85’ Marcioni |

| Lecco 16 marzo 1969 24ª giornata | Lecco                        | 0 – 0 | Genoa | Stadio Mario Rigamonti\| Arbitro: \| De Robbio (Torre Annunziata) \| |
| Arbitro:                         | De Robbio (Torre Annunziata) |       |       |                                                                      |

| Arbitro: | Bianchi (Firenze) |

|               |           |                  |
| Angelillo 26’ | Marcatori | 27’, 51’ Corradi |

| Catania 30 marzo 1969 26ª giornata | Catania           | 0 – 0 | Genoa | Stadio Cibali\| Arbitro: \| Vacchini (Milano) \| |
| Arbitro:                           | Vacchini (Milano) |       |       |                                                  |

| Arbitro: | Bigi (Padova) |

|                |           |             |
| Mascheroni 58’ | Marcatori | 86’ Vanzini |

| Arbitro: | Panzino (Catanzaro) |

|              |           |             |
| Cardillo 61’ | Marcatori | 52’ Morelli |

| Arbitro: | Calì (Roma) |

|             |           |              |
| Morelli 87’ | Marcatori | 74’ Musiello |

| Arbitro: | De Marchi (Pordenone) |

|                          |           |             |
| Luigi Asnicar 82’ (rig.) | Marcatori | 17’ Morelli |

| Genova 11 maggio 1969 31ª giornata | Genoa           | 0 – 0 | Catanzaro | Stadio Luigi Ferraris\| Arbitro: \| Leita (Catania) \| |
| Arbitro:                           | Leita (Catania) |       |           |                                                        |

| Arbitro: | Michelotti (Parma) |

|                                              |           |  |
| Colausig 39’ Morelli 49’, 89’ Mascheroni 82’ | Marcatori |  |

| Arbitro: | Angonese (Mestre) |

|                     |           |  |
| Spelta 10’ Enzo 52’ | Marcatori |  |

| Monza 25 maggio 1969 34ª giornata | Monza           | 0 – 0 | Genoa | Stadio Gino Alfonso Sada\| Arbitro: \| Giunti (Arezzo) \| |
| Arbitro:                          | Giunti (Arezzo) |       |       |                                                           |

| Genova 1º giugno 1969 35ª giornata | Genoa           | 0 – 0 | Reggiana | Stadio Luigi Ferraris\| Arbitro: \| Lattanzi (Roma) \| |
| Arbitro:                           | Lattanzi (Roma) |       |          |                                                        |

| Arbitro: | Torelli (Milano) |

|              |           |  |
| Galletti 17’ | Marcatori |  |

| Arbitro: | Bernardis (Roma) |

|            |           |           |
| Rivara 40’ | Marcatori | 73’ Volpi |

| Arbitro: | Beretta (Milano) |

|  |           |               |
|  | Marcatori | 9’ Mascheroni |

### Coppa Italia - Girone Terzo
| Arbitro: | Vacchini (Milano) |

|                                |           |             |
| Salvi 8’ Frustalupi 30’ (rig.) | Marcatori | 46’ Morelli |

| Arbitro: | Mascali (Desenzano del Garda) |

|               |           |  |
| Brambilla 82’ | Marcatori |  |

| Arbitro: | Sbardella (Roma) |

|                |           |                                                  |
| Mascheroni 39’ | Marcatori | 41’ Zigoni 70’ (rig.) G. Bercellino 89’ Anastasi |

## Statistiche

### Statistiche di squadra
| Competizione | Punti | In casa | In casa | In casa | In casa | In casa | In casa | In trasferta | In trasferta | In trasferta | In trasferta | In trasferta | In trasferta | Totale | Totale | Totale | Totale | Totale | Totale | DR |
| Competizione | Punti | G       | V       | N       | P       | Gf      | Gs      | G            | V            | N            | P            | Gf           | Gs           | G      | V      | N      | P      | Gf     | Gs     | DR |
| ------------ | ----- | ------- | ------- | ------- | ------- | ------- | ------- | ------------ | ------------ | ------------ | ------------ | ------------ | ------------ | ------ | ------ | ------ | ------ | ------ | ------ | -- |
| Serie B      | 41    | 19      | 7       | 10      | 2       | 26      | 14      | 19           | 3            | 11           | 5            | 10           | 15           | 38     | 10     | 21     | 7      | 36     | 29     | +7 |
| Coppa Italia | 2     | 2       | 1       | 0       | 1       | 2       | 3       | 1            | 0            | 0            | 1            | 1            | 2            | 3      | 1      | 0      | 2      | 3      | 5      | -2 |
| Totale       |       | 21      | 8       | 10      | 3       | 28      | 17      | 20           | 3            | 11           | 6            | 11           | 17           | 41     | 11     | 21     | 9      | 39     | 34     | +5 |

### Statistiche dei giocatori
| Giocatore      | Serie B  | Serie B | Coppa Italia | Coppa Italia | Totale   | Totale |
| Giocatore      | Presenze | Reti    | Presenze     | Reti         | Presenze | Reti   |
| -------------- | -------- | ------- | ------------ | ------------ | -------- | ------ |
| A. Angelillo   | 22       | 5       | 3            | 0            | 25       | 5      |
| A. Balestrieri | 1        | 0       | 1            | 0            | 2        | 0      |
| N. Banfi       | 1        | -2      | -            | -            | 1        | -2     |
| G. Bittolo     | 2        | 0       | 2            | 0            | 4        | 0      |
| E. Brambilla   | 26       | 1       | 3            | 1            | 29       | 2      |
| R. Caocci      | 12       | 0       | -            | -            | 12       | 0      |
| G. Colausig    | 27       | 1       | -            | -            | 27       | 1      |
| R. Derlin      | 36       | 1       | 3            | 0            | 39       | 1      |
| R. Falcomer    | 23       | 0       | 3            | 0            | 26       | 0      |
| F. Ferrari     | 21       | 1       | 3            | 0            | 24       | 1      |
| L. Grosso      | 31       | -21     | -            | -            | 31       | -21    |
| R. Mascheroni  | 35       | 10      | 3            | 1            | 38       | 11     |
| C. Maselli     | 1        | 0       | -            | -            | 1        | 0      |
| P. Morelli     | 35       | 12      | 3            | 1            | 38       | 13     |
| W. Negri       | 6        | -6      | 3            | -5           | 9        | -11    |
| S. Osterman    | 34       | 1       | 1            | 0            | 35       | 1      |
| A. Perotti     | 29       | 1       | 3            | 0            | 32       | 1      |
| A. Quintavalle | 20       | 0       | 2            | 0            | 22       | 0      |
| F. Rivara      | 21       | 1       | -            | -            | 21       | 1      |
| S. Rossetti    | 22       | 0       | -            | -            | 22       | 0      |
| M. Turone      | 25       | 0       | 3            | 0            | 28       | 0      |
| F. Veneranda   | 7        | 1       | -            | -            | 7        | 1      |